# Parcul Industrial Feldioara-Hălchiu
Parcul Industrial Feldioara - Hălchiu este un parc industrial din județul Brașov.
Se întinde pe o suprafață de 225 de hectare,
teren exclusiv privat, compact, situat la 15 km de centrul Brașovului, 7-8 km de Codlea, cu acces direct la DN13, dar și la o distanță foarte mică de DN1 și DN11.
Prima firmă care a activat la Feldioara este Reinert, producător german renumit de mezeluri.
Au fost urmați de grecii de la Olympus, cu lactate, precum și compania producătoare de electrocasnice de înaltă calitate, Miele.
În zonă mai activează o companie irlandeză producătoare de prefabricate din beton și Terra, care asigură service și distribuție pentru utliajele de construcție JCB.
Parcul industrial de la Feldioara-Hălchiu a fost inaugurat în noiembrie 2008 și este cel mai mare din Transilvania, fiind realizat în urma unui protocol de colaborare între mai mulți investitori români și străini din zonă.
În septembrie 2010, gradul de ocupare al parcului era de 30%.